# Frontière entre la Chine et le Kazakhstan
La frontière entre la Chine et le Kazakhstan mesure 1 533 kilomètres. Elle sépare la région autonome du Xinjiang des provinces d'Almaty et du Kazakhstan-Oriental. Son tracé est reconnu par un protocole signé par les deux pays en 2002,.

### Points de passage routiers

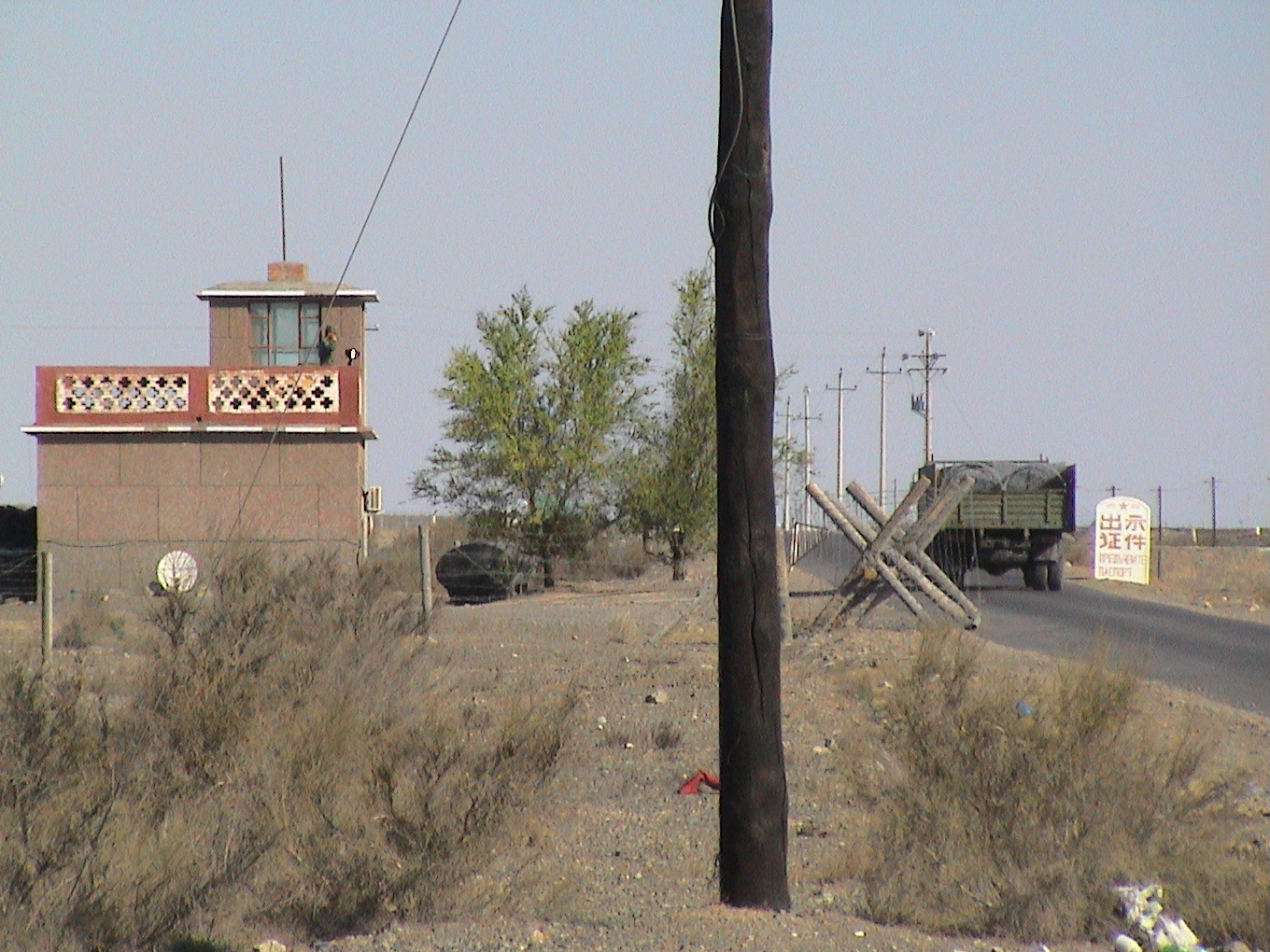
Frontière au niveau du Col d'Alataw côté chinois.

## Passages

### Points de passage ferroviaires
Il y a deux lignes qui relient les deux pays.
| Code UIC | Ligne du Kazakhstan | Gare du Kazakhstan | Opérateur | Ligne de la Chine         | Gare de la Chine       | Opérateur | Remarques                                                                       |
| -------- | ------------------- | ------------------ | --------- | ------------------------- | ---------------------- | --------- | ------------------------------------------------------------------------------- |
| 1845     | Turksib             | Dostyk             | KTZ       | Ligne ferroviaire Lan-Xin | Gare d'Alashankou (en) | CRC       | Voie unique non électrifiée à voie large (changement d'écartement à Alashankou) |
|          | Turksib             | Korgas             | KTZ       | Ligne du Jingyihuo (en)   | Khorgos                | CRC       | Voie unique non électrifiée à voie large (changement d'écartement à Khorgos)    |